# Behrouz Boochani
Behrouz Boochani (kurd: بێھروز بووچانی) (Ilam, Kurdistan oriental, Iran, 23 de juliol de 1983) és un periodista, escriptor, poeta, productor cinematogràfic i defensor dels drets humans kurd iranià. Arran de la seva fugida del seu país per a escapar a la repressió del govern iranià i del seu intent d'emigració cap a Austràlia, es va veure detingut i empresonat al centre de detenció australià de l'Illa de Manus del 2013 al 2017, any del tancament del centre. A juliol de 2019, però, encara roman atrapat amb alguns altres refugiats a l'illa.
Esdevingué famós internacionalment el 2019 quan la seva autobiografia, No Friend But the Mountains: Writing from Manus Prison, traduït al català com a Cap altre amic que les muntanyes (Raig Verd, 2020)
va guanyar el Premi Victorià de Literatura i el Victorian Premier's Prize per a obra de no-ficció. El llibre es va escriure mitjançant la missatgeria Whatsapp, enviant-hi missatges des d'un mòbil al professor i filòsof australià d'origen iranià Omid Tofighian, que va assemblar i traduir la totalitat dels textos del farsi a l'anglès per a confegir l'obra.
El 28 d'octubre de 2020 s'anuncià que l'escriptor kurd rebia l'XIè Premi Veu Lliure-PEN Català que s'atorgarà el 15 de novembre, coïncidint amb la celebració del Dia Internacional de l'Escriptor Perseguit.